# Беван, Майер
Ма́йер Сте́фан Ме́йджор Бе́ван (англ. Myer Stefan Major Bevan; 23 апреля 1997, Окленд, Новая Зеландия) — новозеландский футболист, нападающий клуба «Кавалри» и сборной Новой Зеландии.

## Биография

### Клубная карьера
Первым клубом Бевана был «Окленд Сити», за который он дебютировал 28 февраля 2016 года, выйдя на замену в концовке матча с «УаиБОП Юнайтед».
В мае 2016 года Беван был отобран для тренировок в футбольной академии «Найк» в Англии.
В мае 2017 года Беван перебрался в Канаду, подписав контракт с клубом USL «Уайткэпс 2», резервной командой клуба MLS «Ванкувер Уайткэпс». В USL он дебютировал 24 июня в матче против «ОКС Энерджи». В матче против «Рино 1868» 15 июля он забил свой первый гол в профессиональной карьере. 13 августа во встрече против «Сиэтл Саундерс 2» Беван был удалён с поля на 84-й минуте, получив прямую красную карточку за грубый неигровой фол, за что позднее был дисквалифицирован лигой на три игры.
13 декабря 2017 года Беван был подписан в основную команду «Ванкувер Уайткэпс». 28 марта 2018 года был отдан в аренду клубу третьего дивизиона Швеции «Хускварна» до 10 июля с опциями отзыва и продления до конца года. 3 июля вернулся в «Ванкувер», проведя за «Хускварну» восемь матчей и забив в них два гола. 8 августа 2018 года отправился в аренду в аффилированный клуб USL «Фресно» до конца года. За «Лис» дебютировал 1 сентября в матче против «Рино 1868», выйдя на замену на 84-й минуте вместо Хуана Пабло Каффы. По окончании сезона 2018 «Ванкувер Уайткэпс» не продлил контракт с Беваном.
В декабре 2018 года Беван тренировался в «Веллингтон Феникс», в начале 2019 года проходил просмотр в польской «Пуще», но получить контракт не сумел.
15 сентября 2019 года Беван вернулся в «Окленд Сити». В сезоне 2019/20, забив 15 голов в 16 матчах, стал лучшим бомбардиром национальной лиги.
В октябре 2020 года Беван перешёл в клуб чемпионата ЮАР «Ти Эс Гэлакси», подписав трёхлетний контракт. Дебютировал за «Ти Эс Гэлакси» 9 января 2021 года в матче против «Суперспорт Юнайтед», выйдя на замену в конце второго тайма. Не сумев закрепиться в основном составе, 4 июня игрок покинул клуб по взаимному согласию сторон.
16 июля 2021 года Беван вновь вернулся в «Окленд Сити».
28 января 2022 года Беван подписал контракт с клубом Канадской премьер-лиги «Кавалри». Дебютировал за «Кавалри» 16 апреля в матче против «Форджа». 11 мая в матче первенства Канады против «Эдмонтона» забил свои первые голы за «Кавалри», сделав дубль. 24 января 2023 года «Кавалри» продлил контракт Бевана на два гарантированных года с опцией на сезон 2025.

### Международная карьера
В 2016 году составе молодёжной сборной Новой Зеландии Беван одержал победу в чемпионате Океании, попутно став лучшим бомбардиром молодёжного континентального турнира с 5 голами в 5 матчах. В 2017 году Беван принимал участие в молодёжном чемпионате мира, где отметился «дублем» в ворота Гондураса на групповой стадии.
За взрослую сборную Новой Зеландии Беван дебютировал 1 сентября 2017 года в первом матче финала квалификации к чемпионату мира 2018 в зоне Океании против сборной Соломоновых Островов, выйдя на замену во втором тайме. В ответном матче 5 сентября Майер забил свой первый гол за «Олл Уайтс», распечатав ворота «Бонитос» на 14-й минуте.
В составе олимпийской сборной Новой Зеландии Беван принял участие в Мужском олимпийском квалификационном турнире ОФК 2019, забив 12 голов в пяти матчах.

## Достижения
Командные
 «Окленд Сити»
- Чемпион Новой Зеландии: 2019/20

Индивидуальные
- Лучший бомбардир чемпионата Новой Зеландии: 2019/20 (15 мячей)
- Лучший бомбардир Мужского олимпийского квалификационного турнира ОФК[англ.]: 2019[англ.] (12 мячей)

## Статистика выступлений

### Клубная статистика
| Выступление        | Выступление           | Выступление      | Лига | Лига | Кубок | Кубок | Континент. | Континент. | Прочие | Прочие | Итого | Итого |
| Клуб               | Лига                  | Сезон            | Игры | Голы | Игры  | Голы  | Игры       | Голы       | Игры   | Голы   | Игры  | Голы  |
| ------------------ | --------------------- | ---------------- | ---- | ---- | ----- | ----- | ---------- | ---------- | ------ | ------ | ----- | ----- |
| Окленд Сити        | Премьершип            | 2015/16          | 1    | 0    | —     | —     | —          | —          | —      | —      | 1     | 0     |
| Уайткэпс 2         | USL                   | 2017             | 13   | 3    | —     | —     | —          | —          | —      | —      | 13    | 3     |
| Ванкувер Уайткэпс  | MLS                   | 2018             | —    | —    | 0     | 0     | —          | —          | —      | —      | 0     | 0     |
| Хускварна (аренда) | Дивизион 1            | 2018             | 8    | 2    | 1     | 0     | —          | —          | —      | —      | 9     | 2     |
| Фресно (аренда)    | USL                   | 2018             | 7    | 0    | —     | —     | —          | —          | —      | —      | 7     | 0     |
| Уэстерн Спрингс    | Северная премьер-лига | 2019             | 13   | 7    | —     | —     | —          | —          | —      | —      | 13    | 7     |
| Окленд Сити        | Премьершип            | 2019/20          | 16   | 15   | —     | —     | 3          | 2          | —      | —      | 19    | 17    |
| Ти Эс Гэлакси      | Премьершип            | 2020/21          | 3    | 0    | —     | —     | —          | —          | —      | —      | 3     | 0     |
| Окленд Сити        | Национальная лига     | 2021/22          | 2    | 2    | —     | —     | —          | —          | —      | —      | 2     | 2     |
| Окленд Сити        | Итого                 | Итого            | 19   | 17   | —     | —     | 3          | 2          | —      | —      | 22    | 19    |
| Кавалри            | Премьер-лига          | 2022             | 10   | 2    | 2     | 3     | —          | —          | 2      | 1      | 14    | 6     |
| Кавалри            | Премьер-лига          | 2023             | 13   | 7    | 1     | 1     | —          | —          | —      | —      | 14    | 8     |
| Кавалри            | Итого                 | Итого            | 23   | 9    | 3     | 4     | —          | —          | 2      | 1      | 28    | 14    |
| Всего за карьеру   | Всего за карьеру      | Всего за карьеру | 86   | 38   | 4     | 4     | 3          | 2          | 2      | 1      | 95    | 45    |

### Международная статистика
| Команда        | Год   | Игры | Голы |
| -------------- | ----- | ---- | ---- |
| Новая Зеландия |       |      |      |
| 2017           | 2     | 1    |      |
| 2018           | 4     | 1    |      |
| Всего          | Всего | 6    | 2    |

#### Голы за сборную
| №  | Дата            | Место                                      | Соперник           | Голы | Результат | Турнир                              |
| -- | --------------- | ------------------------------------------ | ------------------ | ---- | --------- | ----------------------------------- |
| 1. | 5 сентября 2017 | «Лоусон Тама», Хониара, Соломоновы Острова | Соломоновы Острова | 1:0  | 2:2       | квалификация к чемпионату мира 2018 |
| 2. | 5 июня 2018     | «Футбольная арена Мумбаи», Мумбаи, Индия   | Китайский Тайбэй   | 1:0  | 1:0       | Интерконтинентальный кубок 2018     |